# 奉車都尉
奉车都尉是中國古代官名，於汉武帝時期開始設置。宋朝时废。
西汉时，奉車都尉主要負責皇帝的车舆，擔任該官職的人是皇帝的近臣。霍光曾擔任奉車都尉。晋朝時沿用該官職並且任職者有奉朝请的資格。北魏將該官職定為从五品，員額是20人。北周將該官職定為夏官，為正四品。隋朝的奉车都尉隸屬於殿内省，人數為12。唐朝時奉车都尉時員額為5人，主要負責副車，而且該官職也不太設置。宋朝時該官職廢除。